# Ottavio Campedelli
Ottavio Campedelli (Bologna, 1792 – 17 ottobre 1862) è stato un decoratore e pittore italiano. Renzo Grandi lo annovera tra i più noti paesisti della sua generazione.

## Biografia

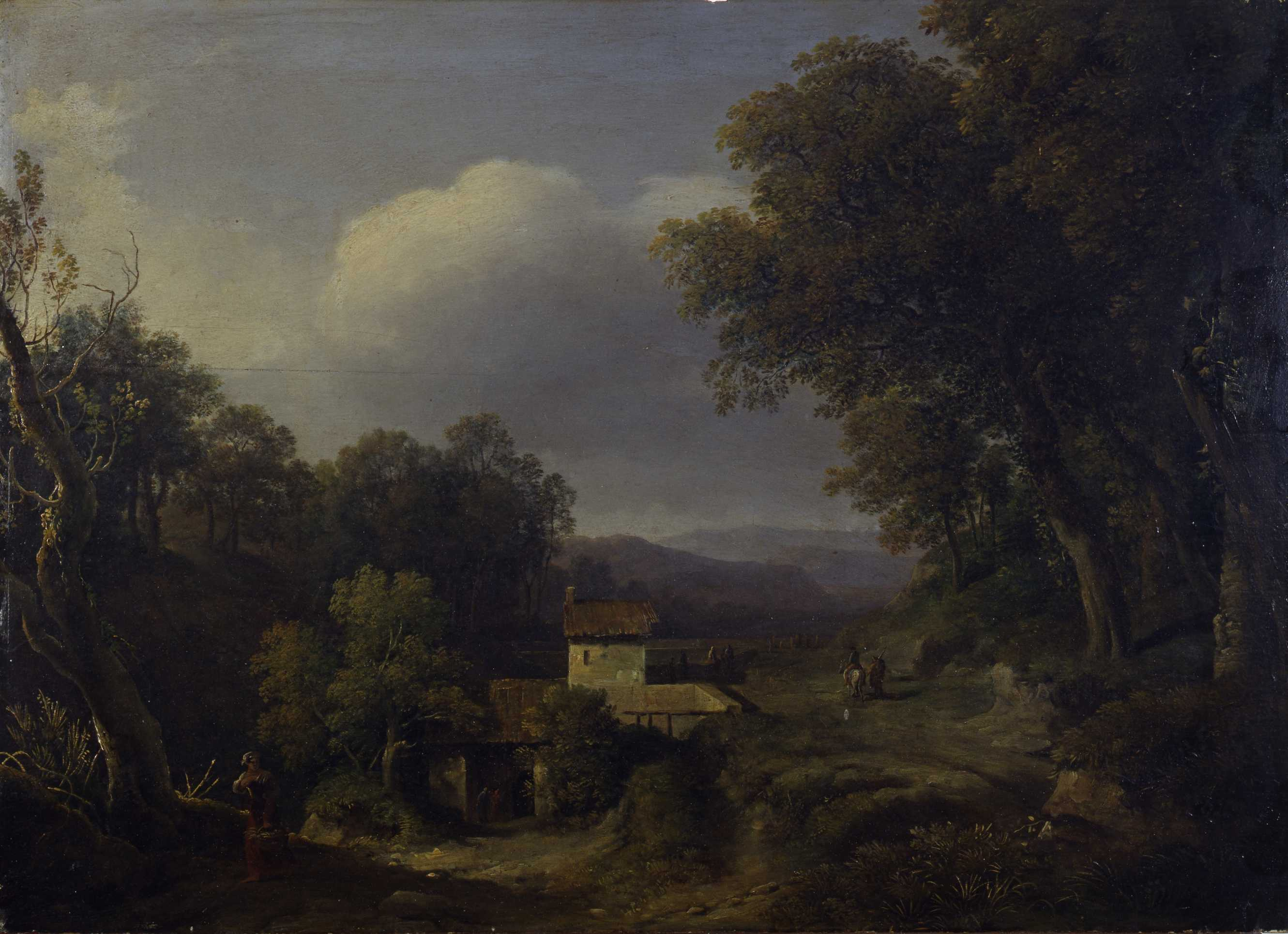
Paesaggio con casolare, 1853

Bolognese, Ottavio Campedelli si forma all'Accademia felsinea dove nel 1818 vince il Premio Grande di Pittura. Nel 1821 vi primeggia di nuovo con il suo Paesaggio (Numa Pompilio e la ninfa Egeria).
Nel maggio del 1835 domina ancora tra i paesisti dell'esposizione dell'Accademia bolognese. Nel settembre dello stesso anno, all'Esposizione di Belle Arti dell'Accademia di Brera, a Milano, presenta un paesaggio ammirato e molto lodato, benché non arrivi a competere tra i primi.
Nel 1858 Campedelli realizza la stanza paese della Villa di San Martino, raffigurante la Vallata del Panaro e i Sassi di Rocca Malatina.
Campedelli è sepolto nella Sala del Colombario del cimitero monumentale della Certosa di Bologna.

## Lo stile
All'inizio della sua carriera Campedelli usa un linguaggio classicista, tipico dei paesaggi di Claude Lorrain e Nicolas Poussin.
Si converte a un accentuato naturalismo fin dall'inizio degli anni quaranta dell'Ottocento.

## Opere parziale
- Edipo e Antigone presso il bosco delle Eumenidi, Pinacoteca nazionale di Bologna[4]
- Paesaggio storico con tre personaggi, 1820 ca., Pinacoteca nazionale di Bologna[4]
- Paesaggio (Numa Pompilio e la Ninfa Egeria), Pinacoteca nazionale di Bologna[3]